# Русская община Латвии
Русская община Латвии (РОЛ; латыш. Latvijas Krievu kopiena — LKK) — общественная организация, созданная 5 марта 1991 года с целью защищать интересы русских в Латвии. Одним из инициаторов и первым президентом стал Эдгард Смехов (1935—2006). Объединяет 15 отделений и функциональных подразделений в разных городах Латвии.
Регистрационный номер: № 40008001023. Зарегистрирована по адресу: Рига, улица Бривибас, 30-40.
В 1991 году был создан Технологический университет Русской общины Латвии (ТУРОЛ), начато издание собственной газеты «Русский путь», открылась художественная галерея РОЛ-АРТ.
Летом 1998 года Русская община Латвии вместе с рядом других русских организаций, в частности, Русским обществом в Латвии и Балто-Славянским обществом, образовали Русский общественный совет (РОС), позднее получившим названием Координационный совет общественных организаций — Совет общественных организаций Латвии (КСОО—СООЛ).
С 2014 года РОЛ имеет консультативный статус при ЭСС ООН.

## Основные направления деятельности
Согласно Уставу, основными направлениями деятельности РОЛ являются:
- Сохранение и развитие русской культуры в Латвии.
- Способствование интеграции общества.

## Руководство
- президент РОЛ — Виктор Гущин
- председатель Думы РОЛ — Олег Сысолятин[6]

## Структура РОЛ
В состав РОЛ входят:
- Русское социально-культурное общество Латвии
- Елгавское русское общество «Исток»
- Салдусская русская община
- Айзкраукльская русская община «Лад»
- Балто-славянский хор «Родные напевы»
- Даугавпилская русская община
- Огрское отделение РОЛ
- Юрмальское отделение РОЛ
- Рижский вокальный ансамбль «Сударушки»
- Екабпилское русское общество «Родник»
- Общество «Русский фольклор»
- Общественно-исторический клуб «Современник»
- Информационно-аналитический центр «Прогноз»
- Русская община Олайне «Улей»
- Экономическая ассоциация РОЛ
- Вангажская русская община «Исток»
- Резекненская русская община
- Алуксненское отделение РОЛ
- Молодёжная группа «Сокол»
- Лиепайская русская община ЛРО
- Русская община Риги (РОР)[8]